# Meyer’s Bitter
| Datenblatt     | Datenblatt  |
| -------------- | ----------- |
| Alkoholart:    | Magenbitter |
| Alkoholgehalt: | 38 %        |

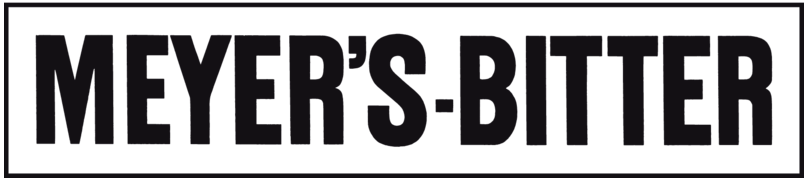
Logo

Meyer’s Bitter ist ein aus Stadthagen stammender Magenbitter, der in Familientradition seit 1853 gebrannt wird.

## Geschichte
Georg-Ernst Eduard Meyer stammte aus einer alteingesessenen Stadthäger Familie und hatte als Lehrling ein paar Jahre in Hannover verbracht, bis er als 20-Jähriger 1825 wieder nach Stadthagen zurückkehrte. Drei Jahre später bekam er die Bürgerrechte, und auch die Gilde nahm ihn auf. Meyer begann – im Unterschied zu seinen Vorfahren, die allesamt Kramhandel und Kaufmannsgesellschaft betrieben – mit der Produktion von Essig. Produktionsstätte war das Haus Nr. 77 auf der Obernstraße (später Nr. 52–54), das sich seit 1656 im Besitz der Familie befand.
Aber er wollte mehr. Der Kaufmann stellte den Antrag zur Anlage einer Destillation und Fabrik für edelste Liköre. Im Antrag schrieb er: „... unter anderem eine Likörfabrik, welche bisher hier nicht besteht. Es wird jetzt unser Land durch fremde Reisende aus dem Oldenburgischen und Hannoverschen mit Likör etc. versehen.“
Dem Antrag wurde entsprochen, und der frischgebackene Fabrikant machte sich ans Werk. 1852 erreichte das erste Produkt aus der neuen Likörfabrik Serienreife. Für den Universalbranntwein fand sich schnell ein Name: „Meyer’s 52er“.

## Entstehung des Bitters
Im nächsten Jahr erblickte ein „Bitter“ das Licht der Destille. 40 Kräuter aus den Berner Alpen bildeten die Grundlage für das Getränk. Eduard E. Meyer hatte auch schon einen Abnehmerkreis im Sinn. Form der Flasche und Pergament deuten heute noch darauf hin: der „Bitter“ sollte gesund machen. Als Medizin wollte er ihn verkaufen. Deshalb füllte er ihn in eine Flasche, die einem herkömmlichen Gefäß für Medizin gleichen sollte. Er belieferte eifrig Krankenhäuser, nicht nur mit Meyer’s Bitter, sondern auch mit Meyer’s 52er, der so, schrieb Meyer später, „auch schon in mehreren Kliniken als Frühstücksschnaps Einzug gehalten hat“. Doch die Genehmigungsbehörden ließen sich nicht von Meyers Idee überzeugen, den Bitter trotz der in ihm enthaltenen ätherischen Öle als Medizin zuzulassen.

## Aktuell
Meyer’s Bitter wird heute noch in der Stadthäger Obernstraße verkauft und ist auch in jedem Supermarkt in Schaumburg zu finden. Zum Teil wird Meyer’s Bitter auch überregional getrunken.
Seit 1999 wurde die Marke durch die Firma Schwarze & Schlichte GmbH & Co. KG mit Sitz im westfälischen Oelde vertrieben. 2013 übernahm die Paderborner MBG-Gruppe die E. Eduard Meyer GmbH und damit auch Herstellung und Vertrieb der Marke Meyer’s Bitter.